# Vi vil have ren besked og sunde unger
|  | Denne artikel er oprettet af botten Steenthbot ud fra en ekstern database. Den kan derfor have sproglige fejl eller mangler. Denne skabelon kan fjernes efter kontrol af indholdet. |

Vi vil have ren besked og sunde unger er en dansk dokumentarfilm fra 1982.

## Handling
Hvad betyder det for kommende generationer, at antallet af kemiske stoffer vokser med ca. 6.000 om ugen. Programmet belyser sammenhængen mellem arbejdsmiljø og fosterskader gennem interviews med 4 kvinder og en enkelt mand.